# Glenn Ficarra
Glenn Alan Ficarra (nació el 27 de mayo de 1969) es un guionista, productor, actor y director estadounidense.
Ficarra conoció a John Requa en el Instituto Pratt, en donde ambos estudiaban cine.  Después de la Universidad, trabajaron en animación en Nickelodeon.
Como escritores, escribieron Como perros y gatos, Bad Santa y Bad New Bears.
En 2009 hicieron su debut en el cine, con I Love You Phillip Morris, basada en la vida de Steven Russell.
Su siguiente comedia fue Crazy, Stupid, Love protagonizada por Steve Carell, Emma Stone y Julianne Moore.
En 2015 estrenaron Focus, con Will Smith y Margot Robbie.